# ウェスコ・ファイナンシャル・コーポレーション
ウェスコ・ファイナンシャル・コーポレーション（英語: Wesco Financial Corporation）は、カリフォルニア州パサデナに本社を置く多目的金融企業である。チャーリー・マンガーが会長を務めている。
ウェスコ・ファイナンシャル・コーポレーションはもともと預金とローンの会社であった。ウェスコ・ファイナンシャル・コーポレーションはバークシャー・ハサウェイに80.1%所有されており、同社の子会社である。ウェスコはバークシャー・ハサウェイの直接の子会社ではない。代わりに80.1%をブルー・チップ・スタンプスによって所有されていて、これが全体的にバークシャー・ハサウェイによって支配されている。

## 事業
ウェスコは主に3つのカテゴリーで事業をしている。保険、家具レンタル、鉄鋼サービスである。
- ウェスコ・ファイナンシャル・インシュアランス - 保険
- カンザス・バンカーズ・シュアティ
- コルト・ビジネス・サービス - 家具レンタル
- プレシジョン・スチール・ウェアハウス - 鉄鋼サービス
- MSプロパティ - パサデナの商業不動産を所有